# Кобяково (Вологодская область)
Кобяково — деревня в Грязовецком районе Вологодской области на реке Королевка.
Входит в состав Юровского муниципального образования, с точки зрения административно-территориального деления — в Покровский сельсовет.
Расстояние до районного центра Грязовца по автодороге — 17 км, до центра муниципального образования Юрово по прямой — 20 км. Ближайшие населённые пункты — Воздвиженское, Покровское, Брагино.
По переписи 2002 года население — 31 человек (15 мужчин, 16 женщин). Всё население — русские.